# Lista simbolurilor muzicale
Simbolurile muzicale moderne sunt semne, marcaje și simboluri utilizate de majoritatea muzicienilor, indiferent de stilul sau genul pe care aceștia în abordează.

## Linii:
|  | Portativul este spațiul format din cinci linii paralele și patru spații, pe care sunt notate notele și alte simboluri muzicale. Fiecărui sunet din scara uniform temperată îi revine o linie sau un spațiu pe portativ, în funcție de cheia înscrisă în partea stângă a portativului. Spre exemplu, dacă cheia SOL este folosită, atunci primei linii îi corespunde nota Mi (E4, care se află deasupra lui C4, numit și C mijlociu), primului spațiu nota Fa (aflată la un semiton distanță de Mi), celei de-a doua linii Sol, celui de-al doilea spațiu La, ș.a.m.d. Portativul general constă în reunirea a două portative de cinci linii, având o linie suplimentară imaginară la mijloc. Pe portativul general se scrie muzica pentru două, trei și patru voci, armonice și polifonice. |
|  | Linii suplimentare sunt folosite în cazul în care cele cinci linii ale portativului nu sunt suficiente pentru a nota sunete mai acute sau mai grave. Aceste linii sunt considerate o continuare a portativului de bază, putând fi folosite atât deasupra, cât și dedesubtul acestuia. |
|  | Bara de măsură este folosită pentru separarea măsurilor. În cazul portativului general, aceasta se prelungește (în sus sau în jos) pentru a-l cuprinde în întregime. |
|  | Bara dublă se folosește pentru delimitarea a două secțiuni sau fraze muzicale și în cazul în care intervine, în melodie, o schimbare de tempo, de ritm sau de tonalitate. |
|  | Bara punctată se folosește pentru divizarea măsurilor lungi în segmente mai scurte, pentru a fi citite și înțelese mai ușor. |

## Cheile muzicale:
|  | Cheia Sol    |
|  | Cheia Do     |
|  | Cheia Fa     |
|  | Cheie neutră |

## Notație specifică anumitor instrumente:

### Digitația la chitară:
Semnele ce indică digitația folosită pentru chitară pot fi scrise sub, deasupra sau lângă notele muzicale asociate lor. 
| Simbolul | Spaniolă | Română           |
| -------- | -------- | ---------------- |
| p        | pulgar   | degetul mare     |
| i        | indice   | degetul arătător |
| m        | medio    | degetul mijlociu |
| a        | anular   | degetul inelar   |
| c, x, e  | meñique  | degetul mic      |